# Chrosioderma namoroka
Chrosioderma namoroka là một loài nhện trong họ Sparassidae.
Loài này thuộc chi Chrosioderma. Chrosioderma namoroka được miêu tả năm 2005 bởi Silva.